# Klaxons
 (транскр.  Клаксонс) била је енглеска музичка група из Лондона. Сматра се да је албумом Myths of the Near Future дефинисала њу рејв звук, који је 2007. још увек био у повоју. Изласку албума претходило је издавање сингла Golden Skans.

## Дискографија

### Студијски албуми
- (2007)
- (2010)
- (2014)

### издања
- (2006)
- (2010)

## Чланови
- Џејми Рејнолдс — бас-гитара, вокал (2005—2015)
- Џејмс Рајтон — клавијатуре, вокал (2005—2015)
- Сајмон Тејлор Дејвис — гитара, пратећи вокал (2005—2015)
- Стефан Халперин — бубањ (2007—2013)

## Награде и номинације
- Награда Меркјури

| Година | Категорија   | Номиновано дело | Исход    |
| ------ | ------------ | --------------- | -------- |
| 2007.  | Албум године |                 | Освојено |

- Награде Кју

| Година | Категорија           | Номиновано дело | Исход      |
| ------ | -------------------- | --------------- | ---------- |
| 2007.  | Најбољи нови извођач | —               | Номинација |

## Наступи у Србији
| Датум         | Место    | Простор                 | Напомене                 | Изв.        |
| ------------- | -------- | ----------------------- | ------------------------ | ----------- |
| 10. јул 2010. | Нови Сад | Петроварадинска тврђава | у оквиру фестивала Егзит | [ 1 ] [ 2 ] |